# Debnevo, Loveci
Debnevo (în bulgară Дебнево) este un sat în comuna Troian, regiunea Loveci,  Bulgaria. 

## Demografie
Componența etnică a satului Debnevo
     Turci (6,19%)
     Bulgari (73,27%)
     Nicio identificare (20,52%)
     Altele (0%)
La recensământul din 2011, populația satului Debnevo era de 726 locuitori. Din punct de vedere etnic, majoritatea locuitorilor (73,27%) erau bulgari, cu o minoritate de turci (6,19%). Pentru 20,52% din locuitori nu este cunoscută apartenența etnică.